# 屏边省藤
屏边省藤（学名：Calamus yunnanensis var. intermedius）为棕榈科省藤属下的一个变种。